# Visuell analog skala
Visuell analog skala eller bara VAS är en av olika verktyg/skalor för att mäta bland annat smärta.

## Smärta
Visuell analog skala (VAS) är en 100 mm (1 dm) lång horisontell skala som man kan peka på, skjuta en markör över, eller rita ett streck på och på så sätt självuppskatta en upplevelse. VAS är vanligt inom sjukvård och gäller det smärtskattning kan ena (vanligen vänstra) sidan ange "ingen smärta" (= 0) och andra (högra) sidan anger "värsta tänkbara smärta" (= 10). Man kan utifrån detta utläsa en siffra, 0 - 100 (mm), alternativt förenklat 0 - 10. Det finns en rad olika varianter av detta, som benämns och hanteras på olika sätt.
Numerical Rating Scale (NRS) kan också sägas vara ett liknande smärtskattningsinstrument, där patienten eller försökspersonen anger en siffra mellan 0 och 10 (det vill säga 11 olika skalsteg), där 0 innebär "ingen smärta" och 10 står för "värsta tänkbara smärta".
Därtill finns andra smärtskalor, såsom exempelvis FLACC (face, legs, activity, cry och consolability) som är ett smärtskattningsverktyg för små barn.

## Andra områden
VAS kan även användas inom andra områden än smärta, exempelvis kan den användas för att mäta rädsla för att föda barn.  Mätmetoden som kallas Fear of birth scale (FOBS) utvecklades och testades utifrån Rouhes forskning på gravida kvinnor i både Sverige och Australien.   Det har även gjorts studier på gravida kvinnors tankar om hur de bedömer rädsla när de använder FOBS.